# Puchar PZM na Żużlu 1966
Puchar Polskiego Związku Motorowego 1966 – 5. edycja zawodów żużlowych o przechodni Puchar Zarządu Głównego Polskiego Związku Motorowego w sezonie 1966. O puchar rywalizowało 16 drużyn w 4 grupach. Rozegrano po 4 rundy dla każdej z grup. Podział grup był następujący: w Grupie I rywalizowały 4 najlepsze drużyny sezonu 1965, a w Grupie II - drużyny z miejsc 5-8. W grupach III i IV drużyny z II ligi. W klasyfikacji generalnej zwyciężyli żużlowcy ROW Rybnik.

## Drużyny
| Grupa I - I Liga                                          | Grupa II - I liga                                                              | Grupa III - II liga                                         | Grupa IV - II liga                                   |
| --------------------------------------------------------- | ------------------------------------------------------------------------------ | ----------------------------------------------------------- | ---------------------------------------------------- |
| Wybrzeże Gdańsk Stal Gorzów Wlkp. Stal Rzeszów ROW Rybnik | Sparta Wrocław Śląsk Świętochłowice Polonia Bydgoszcz Zgrzeblarki Zielona Góra | Stal Toruń Włókniarz Częstochowa Kolejarz Opole Unia Tarnów | Unia Leszno Polonia Piła Motor Lublin Karpaty Krosno |

## Rundy

### Grupa I
| Poz. | Klub              | Punkty |
| ---- | ----------------- | ------ |
| 1    | Stal Gorzów Wlkp. | 40     |
| 2    | RKM Rybnik        | 35     |
| 3    | Wybrzeże Gdańsk   | 10     |
| 4    | Stal Rzeszów      | 9      |

| Poz. | Klub              | Punkty |
| ---- | ----------------- | ------ |
| 1    | RKM Rybnik        | 36     |
| 2    | Wybrzeże Gdańsk   | 26     |
| 3    | Stal Gorzów Wlkp. | 24     |
| 4    | Stal Rzeszów      | 10     |

| Poz. | Klub              | Punkty |
| ---- | ----------------- | ------ |
| 1    | RKM Rybnik        | 36,5   |
| 2    | Stal Rzeszów      | 22,5   |
| 3    | Stal Gorzów Wlkp. | 19     |
| 4    | Wybrzeże Gdańsk   | 17     |

| Poz. | Klub              | Punkty |
| ---- | ----------------- | ------ |
| 1    | ROW Rybnik        | 40     |
| 2    | Wybrzeże Gdańsk   | 27     |
| 3    | Stal Gorzów Wlkp. | 19     |
| 4    | Stal Rzeszów      | 9      |

| Tabela Grupy I \| Poz. \| Klub \| Punkty \| \| ---- \| ----------------- \| ------ \| \| 1 \| ROW Rybnik \| 147,5 \| \| 2 \| Stal Gorzów Wlkp. \| 102 \| \| 3 \| Wybrzeże Gdańsk \| 80 \| \| 4 \| Stal Rzeszów \| 50,5 \| |                   |        |
| Poz. | Klub              | Punkty |
| 1 | ROW Rybnik        | 147,5  |
| 2 | Stal Gorzów Wlkp. | 102    |
| 3 | Wybrzeże Gdańsk   | 80     |
| 4 | Stal Rzeszów      | 50,5   |

### Grupa II
| Poz. | Klub                     | Punkty |
| ---- | ------------------------ | ------ |
| 1    | Śląsk Świętochłowice     | 32     |
| 2    | Sparta Wrocław           | 31     |
| 3    | Polonia Bydgoszcz        | 18     |
| 4    | Zgrzeblarki Zielona Góra | 17     |

| Poz. | Klub                     | Punkty |
| ---- | ------------------------ | ------ |
| 1    | Zgrzeblarki Zielona Góra | 26     |
| 2    | Śląsk Świętochłowice     | 25     |
| 3    | Polonia Bydgoszcz        | 21     |
| 4    | Sparta Wrocław           | 20     |

| Poz. | Klub                     | Punkty |
| ---- | ------------------------ | ------ |
| 1    | Sparta Wrocław           | 32     |
| 2-3  | Polonia Bydgoszcz        | 24     |
| 2-3  | Zgrzeblarki Zielona Góra | 24     |
| 4    | Śląsk Świętochłowice     | 16     |

| Poz. | Klub                     | Punkty |
| ---- | ------------------------ | ------ |
| 1    | Sparta Wrocław           | 39     |
| 2    | Polonia Bydgoszcz        | 32     |
| 3    | Zgrzeblarki Zielona Góra | 20     |
| 4    | Śląsk Świętochłowice     | 5      |

| Tabela Grupy II \| Poz. \| Klub \| Punkty \| \| ---- \| ------------------------ \| ------ \| \| 1 \| Sparta Wrocław \| 122 \| \| 2 \| Polonia Bydgoszcz \| 95 \| \| 3 \| Zgrzeblarki Zielona Góra \| 87 \| \| 4 \| Śląsk Świętochłowice \| 78 \| |                          |        |
| Poz. | Klub                     | Punkty |
| 1 | Sparta Wrocław           | 122    |
| 2 | Polonia Bydgoszcz        | 95     |
| 3 | Zgrzeblarki Zielona Góra | 87     |
| 4 | Śląsk Świętochłowice     | 78     |

### Grupa III
| Tabela Grupy III \| Poz. \| Klub \| Punkty \| \| ---- \| --------------------- \| ------ \| \| 1 \| Stal Toruń \| 117,5 \| \| 2 \| Włókniarz Częstochowa \| 102,5 \| \| 3 \| Kolejarz Opole \| 90 \| \| 4 \| Unia Tarnów \| 71 \| |                       |        |
| Poz. | Klub                  | Punkty |
| 1 | Stal Toruń            | 117,5  |
| 2 | Włókniarz Częstochowa | 102,5  |
| 3 | Kolejarz Opole        | 90     |
| 4 | Unia Tarnów           | 71     |

### Grupa IV
| Tabela Grupy IV \| Poz. \| Klub \| Punkty \| \| ---- \| -------------- \| ------ \| \| 1 \| Unia Leszno \| 142 \| \| 2 \| Polonia Piła \| 97 \| \| 3 \| Motor Lublin \| 96 \| \| 4 \| Karpaty Krosno \| 32 \| |                |        |
| Poz. | Klub           | Punkty |
| 1 | Unia Leszno    | 142    |
| 2 | Polonia Piła   | 97     |
| 3 | Motor Lublin   | 96     |
| 4 | Karpaty Krosno | 32     |

## Tabela końcowa
| Poz. | Klub                     |
| ---- | ------------------------ |
| 1    | ROW Rybnik               |
| 2    | Stal Gorzów Wlkp.        |
| 3    | Wybrzeże Gdańsk          |
| 4    | Stal Rzeszów             |
| 5    | Sparta Wrocław           |
| 6    | Polonia Bydgoszcz        |
| 7    | Zgrzeblarki Zielona Góra |
| 8    | Śląsk Świętochłowice     |
| 9    | Stal Toruń               |
| 10   | Włókniarz Częstochowa    |
| 11   | Kolejarz Opole           |
| 12   | Unia Tarnów              |
| 13   | Unia Leszno              |
| 14   | Polonia Piła             |
| 15   | Motor Lublin             |
| 16   | Karpaty Krosno           |